# Gyascutus
Gyascutus es un género de escarabajos de la familia Buprestidae.

## Especies
- Gyascutus allenrolfeae (Verity, 1978)
- Gyascutus caelatus (LeConte, 1858)
- Gyascutus carolinensis Horn, 1883
- Gyascutus castaneus (Helfer, 1953)
- Gyascutus dianae (Helfer, 1954)
- Gyascutus fulgidus (Barr, 1969)
- Gyascutus granulatus (Van Dyke, 1942)
- Gyascutus insularis (Helfer, 1953)
- Gyascutus jeanae (Nelson, 1988)
- Gyascutus pacificus (Chamberlin, 1938)
- Gyascutus paragranulatus Nelson, 2000
- Gyascutus planicosta (LeConte, 1858)
- Gyascutus westcotti Nelson, 2000